# Kolbenova (metropolitana di Praga)
Kolbenova è una stazione della linea B della metropolitana di Praga.

## Storia
La stazione è stata attivata l'8 giugno 2001, come parte del prolungamento della linea B tra Českomoravská e Černý Most.
Questa stazione è stata una stazione fantasma dal 1998 al 2001. La stazione era in stato di sospensione dei lavori, poiché le fabbriche dell'industria pesante che avrebbe dovuto servire erano state chiuse dopo la rivoluzione di velluto. I treni rallentavano quando passavano attraverso la stazione scarsamente illuminata. Mentre l'intera zona industriale è stata lentamente rivitalizzata, la stazione è stata completata ed attivata.

## Strutture e impianti
La stazione è sotterranea ed è dotata di due binari, serviti da una banchina centrale.

## Servizi
La stazione è dotata di ascensori per le persone a mobilità ridotta.
- Biglietteria
- Servizi igienici

## Interscambi
- Fermata tram (linea 12)[2]